# Warhammer: Im Schatten der gehörnten Ratte
Warhammer: Im Schatten der gehörnten Ratte (Originaltitel: Warhammer: Shadow of the Horned Rat) ist ein Echtzeit-Strategiespiel von Mindscape für Windows und PlayStation aus dem Jahr 1995. Es basiert auf der Lizenz des Tabletop-Spiels Warhammer Fantasy von Games Workshop. Der Titel erhielt 1998 mit Warhammer: Dark Omen eine Fortsetzung.

## Handlung
Die Handlung spielt in den Grenzgrafschaften der Alten Welt. Der Spieler übernimmt die Rolle von Morgan Bernhardt, Anführer der Söldnertruppe der Grollbringer aus der Stadt Wissenheim. Bernhardt erhält anfangs den Auftrag, eine nahegelegene Stadt vor Angriffen zu schützen und eine Händlerkarawane zu eskortieren. Dies löst eine Reihe von Folgeaufträgen aus, bei denen sich letztlich herausstellt, dass das Imperium von dem rattenartigen Volk der Skaven bedroht wird. Diese haben die Kontrolle über ein mächtiges magisches Artefakt der Elfen, der Warpstone genannt, erlangt. Bernhardts Aufgabe ist es, die Bedrohung durch die Skaven abzuwenden.

## Spielprinzip
Warhammer: Im Schatten der gehörnten Ratte ist keine direkte Regelwerksumsetzung des Tabletop-Spiels, hält sich inhaltlich ansonsten jedoch eng an seine Vorlage. Es besitzt eine Einzelspielerkampagne mit über 40 Missionen. Diese können im Laufe des Spiels auf einer strategischen Landkarte ausgewählt werden, bauen jedoch nicht streng linear aufeinander auf, sondern sind teilweise optional oder schließen sich mitunter gegenseitig aus. Die Aufträge reichen von Patrouillen und Verteidigungsmissionen über Geiselbefreiungen bis hin zum Abschneiden eines Fluchtwegs. Spielerisch lässt sich der Auftrag jedoch meist darauf reduzieren, die gegnerische Armee vollständig zu vernichten. Einige Missionen sind als reine Sackgassen konzipiert, so dass der Spieler gar keine Möglichkeit hat, sie erfolgreich zu absolvieren.
Hat der Spieler eine Mission ausgewählt, beginnt der Aufmarsch zum Zielgebiet, für die der Spieler die Truppenkontingente auswählt und eine Marschordnung dieser Einheiten festlegt. Dies ist insofern von Bedeutung, da es bei einigen, von den Entwicklern festgelegten Missionen zu Überfällen auf die Kolonne kommen kann. In diesen Fällen bestimmt die Marschordnung die Position der Truppen zu Kampfbeginn. In allen anderen Fällen kann der Spieler zu Beginn einer Mission seine Einheiten innerhalb einer vorgegebenen Zone frei positionieren, wobei die Positionen der gegnerischen Regimenter allerdings noch nicht bekannt sind. Das Schlachtfeld wird aus einer isometrischen Überblicksperspektive präsentiert, die Kamera lässt sich stufenlos drehen und zoomen. Die Einheiten können nur kontingentweise befehligt werden, d. h. die Soldaten einer Truppe sind nicht einzeln anwählbar und können auch nicht geteilt oder mit anderen Truppen zusammengefasst werden.
Verschiedene Faktoren haben Einfluss auf den Schlachtverlauf. Bäume und Gebäude bieten Deckung und Sichtschutz, höher gelegene Positionen erhöhen die Reichweite und Sichtradius, Angriffe in die Flanke oder den Rücken einer Truppen sind wirkungsvoller. Hinzu kommen psychologische Faktoren: verliert eine Truppe zu viele Soldaten, wendet sie sich möglicherweise zur Flucht. Daneben gibt es für die verschiedenen Truppentypen Angst- und Hassgegner, die entweder ebenfalls zur Flucht oder zu einem blindwütigen, unkontrollierbaren Angriff führen. Der Spieler hat selbst eine ähnliche Eingriffsmöglichkeit, er kann einem seiner Bataillone über einen entsprechenden Button zusätzliche Motivation verleihen, gibt solange aber auch die Kontrolle über die restlichen Einheiten auf. Weitere Möglichkeiten sind der Einsatz von Magie oder magischen Gegenständen.
Nach den Kämpfen können mit dem für den Auftrag erhaltenen Gold auf Überblicksbildschirmen die gefallenen Soldaten durch neue Rekruten ersetzt werden, allerdings nur solange die Einheiten nicht ausgelöscht wurden. Wurden alle Soldaten getötet, steht dieser Trupp nicht mehr zur Verfügung. Daneben gibt es verwundete Soldaten, die für die nächste Mission ausfallen, in der darauffolgenden aber wieder zur Verfügung stehen. Die Zahl der verfügbaren Truppen erhöht sich im Laufe des Spiels, wenn sich immer mehrere Söldner der Armee Bernhardts anschließen. Vertreten sind Nah- und Fernkämpfer, Kavallerie und Artillerie, durchmischt mit Fantasyelementen wie Magie und Steampunkwaffen und zusammengesetzt aus den verschiedensten Fantasyvölkern (Zwerge, Elfen usw.). Die Truppen sammeln durch die Gefechte außerdem Erfahrung, die sie stärker werden lässt. Dazu können über einen Händler bessere Ausrüstung und magische Gegenstände erworben werden.

## Entwicklung
Mindscape setzte für die Entwicklung des Spiels vor allem auf Workstations von Silicon Graphics, in Kombination mit den Softwaretools von Softimage. Für das Spiel wurden über 70 Spielfiguren vorgerendert und in Sprites umgewandelt. Der Soundtrack des Spiels, der vom US-Magazin Computer Gaming World als eine Mischung aus John Williams und Tschaikowski bezeichnet wurde, stammt von Mark Knight.
Kurz nach Veröffentlichung gab Mindscape bereits die Arbeiten an einer Fortführung bekannt. Diese wurde 1998 unter dem Titel Warhammer: Dark Omen für Windows und PlayStation veröffentlicht.

## Rezeption
Warhammer: Im Schatten der gehörnten Ratte erhielt gemischte Kritiken. Während viele Tester das Spiel generell positiv werteten und das Kampfsystem, die Rollenspielelemente und die Erzählung bzw. Inszenierung lobend hervorhoben, gab es Detailkritik, beispielsweise am Interface und dem hohen Schwierigkeitsgrad bzw. dessen Folgen auf die Spielweise. So kritisierte Jörg Langer in der PC Player die wenigen Möglichkeiten, seine eigenen Truppen wiederaufzufrischen, oder mit den Worten des US-Magazins Computer Gaming World: “It's possible to win battles but lose the War by taking unacceptably high casualties” (deutsch: „Es ist möglich, Schlachten zu gewinnen, aber den Krieg durch unakzeptabel hohe Opferzahlen zu verlieren.“) Dies führe laut Langer dazu, dass man Missionen solange wiederholen müsse, bis die Verluste in einem vertretbaren Rahmen blieben. Das habe letztlich weniger mit Strategie als mit nervigem Auswendiglernen zu tun. Auch sei der Einfluss von Zufälligkeiten zu groß, Langers Fazit daher:

„Die Ansätze sind da, im Gegensatz zu vielen anderen Brettspiel-Umsetzungen wird das Medium Computer voll ausgenutzt. Geduldige Profis und Kenner werden gut unterhalten, Gelegenheits-Strategen jedoch hoffnungslos überfordert.“

Vernichtend fiel der Test der PlayStation-Fassung auf Gamespot aus. Während Tester Trent C. Ward im Test der Windows-Fassung noch ähnlich wertete wie Langer, bezeichnete Hugh Sterbakov die Konsolenfassung als „Amalgam“ aus dem Kampfsystem von Warcraft und der Charakterentwicklung von Final Fantasy, dass keine der Stärken der beiden Titel einfange und lediglich für besonders leidenschaftliche Fans der Lizenz interessant sei. Wesentlich weniger harsch war die Kritik in der deutschsprachigen Spielezeitschrift Video Games. Tetsuhiko Hara kritisierte hier vor allem die mangelhafte Steuerung auf der Spielkonsole, da etwa eine Unterstützung der PlayStation-Maus fehlt:

„Oweh! Dies ist wieder eines dieser Spiel wo man sich fragt, ob die Entwickler jemals ein Joypad in der Hand gehalten haben. Zwar sind alle Kampfkommandos […] auf Knopfdruck direkt aufrufbar, das Herumhantieren mit dem Steuerkreuz über ein Terrain das mehrere Bildschirmgrößen faßt, artet jedoch meistens in ein Chaos aus. […] Ohne das Manko hätte es durchaus ein Classic [Anm.: Magazinauszeichnung] verdient.“